# Méry-sur-Cher
Méry-sur-Cher é uma comuna francesa na região administrativa do Centro, no departamento Cher. Estende-se por uma área de 20,72 km². Em 2010 a comuna tinha 701 habitantes (densidade: 33,8 hab./km²).